# 遠位型ミオパチー
遠位型ミオパチー（えんいがたミオパチー、distal myopathy）とは胸・腰など『駆幹』や上腕・大腿部など『躯幹』から離れた部位から筋肉が萎縮していく病気である。ミオパチー(myopathy)とは本来、単に筋肉の病気（筋疾患）のことを意味するが、遺伝性筋疾患は伝統的に、筋ジストロフィーとミオパチーに二分されている。筋疾患には、体幹に近い部位から侵されるもの（近位型、proximal）と体幹から離れた部位から侵されていくもの（遠位型、distal）が存在すると報告されている。デュシェンヌ型筋ジストロフィーなど体幹から近い所の筋肉が萎縮する疾患を近位型、手足の先の方から筋肉が萎縮する疾患を遠位型として報告されているが、遠位型で報告されている3つの病気の病状には違いがあり必ずしも遠位型とは言えない。近年、遠位型ミオパチーは病名と言うよりは病気の進行をあらわしたものと見られている。

## 歴史
遠位型ミオパチーという疾患は1902年に最初の記述がある。もちろん、当時は遠位型ミオパチーという病気の概念はなく、筋力の低下を伴ったある患者の症例報告にすぎない。この患者は手足の末端(distal)の方に顕著な筋力の低下が見られ、当時としては非常に珍しい症状であったため、ウィリアム・ガウアーズ（英語: William Gowers (neurologist)）が論文に記載したものである。その後、1951年になってリサ・ウェランダー（英語: Lisa Welander）がスウェーデンにおいて顕性遺伝をする遠位型ミオパチー（後にWelander型と命名される）の家系が存在することを報告した。また、1974年にフィンランドのMarkesbery WRらによる遠位型ミオパチーの症例（後にUdd/Markesbery/Griggs型）が報告された。日本では、1977年に里吉栄二郎らが眼咽頭遠位型ミオパチーを、1978年に筋線維に高度な空胞変性を認めるdistal myopathyの1型、1980年に筋線維に高度な空胞変性を伴ったdistal myopathyの1病型を水澤英洋、1990年に Distal Myopathy（遠位型ミオパチー）、1999年に Dystal myopathies（遠位型ミオパチー）、1981年に Familial distal myopathy with rimmed vacuole and lamellar (myeloid) body formationが、埜中征哉・里吉栄二郎などによって報告された。

## 原因
筋疾患の多くは遺伝子疾患（遺伝子の異常により発症する病気）であり、顕性遺伝または潜性遺伝する。近年の分子生物学およびゲノム科学の発展により、多くの筋疾患の原因遺伝子が特定されている。日本における代表的な遠位型ミオパチーについても原因遺伝子は同定されており、縁取り空胞型は9番染色体上のGNE（UDP-N-acetylglucosamine 2-epimerase/N-acetylmannosamine kinase: シアル酸の合成を触媒する酵素の1つで753アミノ酸からなる）という遺伝子。GNEの場合、変異はほとんどがミスセンス変異であり、アミノ酸の配列が1カ所で異なっている。眼咽頭型遠位型ミオパチーについては顕性遺伝することがわかっているが、原因遺伝子は未だ解明されていない。

## 種類
遠位型ミオパチーは近年の分子生物学、バイオインフォマティクスの発展により多くのことが明らかになりつつあり、世界中でいくつかの型が存在することがわかっているが、日本においては以下の3つのタイプが代表的である。
| 項目            | DMRV         | 眼咽頭遠位型                   |
| --------------- | ------------ | ------------------------------ |
| 遺伝            | 常染色体潜性 | 常染色体顕性                   |
| 発症時期        | 15～30歳     | 50歳以降                       |
| 初期罹患筋      | 前脛骨筋     | 眼、顔面、咽頭筋、上下肢遠位筋 |
| 高CK血症        | 正常～軽度   | 正常～軽度                     |
| 筋線維壊死      | 軽度         | 軽度                           |
| 再生繊維        | 軽度         | 軽度                           |
| 縁取り空胞      | 高度         | あり                           |
| タイプ1線維優位 | あり         | ほぼなし                       |

縁取り空胞を伴う遠位型ミオパチー（DMRV, hIBM, IBM2, Nonaka Myopathy, QSM, GNE myopathy）
20〜30歳頃に発病し前脛骨筋が最も侵されやすいことから、つま先が上がりにくくつまずきやすい、スリッパが脱げやすい等の症状が出る。歩き方はつま先が上がりにくいため、必然的に鶏歩（垂れ足）となる。筋肉の萎縮は10歳前後から確実に始まっているものと考えられるが、本人にはなかなか自覚することができないようである。その後、ハムストリング、胸鎖乳突筋等の萎縮が進行し、発症後10年程度で歩行が不可能となる。大腿四頭筋が侵されにくいのもこの病気の特徴の1つである。手の筋力も遠位から低下し、やがて近位にも及んでくる。最終的には寝たきりとなるとなる可能性が高い。筋生検で筋線維中に縁取り空胞（rimmed vacuoles）が観察されることからこの病名が付いているが、縁取り空胞が見られる筋疾患は他にも存在する。原因遺伝子はGNEであり常染色体潜性遺伝する。患者の筋線維中のある種のタンパク質ではシアリル化（シアル酸の付加の程度）が低下していることが確認されている。現在のところ、治療法は存在しない。蛇足になるが、GNEの変異によりシアル酸が過剰に生成されるシアルリア（Sialuria）という疾患が存在する。縁取り空胞を伴う遠位型ミオパチー (Distal myopathy with rimmed vacuoles [DMRV])は、1981年にNonakaらにより報告されたことから、埜中ミオパチー (Nonaka myopathy)とも呼ばれる。1984年Argovらにより、類似する疾患がQuadriceps sparing myopathy (QSM)として報告され、その後、QSMは欧米で遺伝性封入体ミオパチー (hereditary inclusion body myopathy [hIBM])あるいは2型封入体ミオパチー (IBM2)と呼ばれるようになった。DMRVとhIBMは臨床病理学的に極めて類似していることから同一疾患であることが疑われていたが、DMRVもhIBMと同様にGNE遺伝子変異を原因とすることが明らかとなり、両疾患は同一疾患であることが確認された。より統一的な疾患名を求めて、最近ではGNEミオパチー (GNE myopathy)と呼ばれるようになってきている。
眼咽頭型遠位型ミオパチー
40〜50歳以降に発症し、眼瞼下垂、嚥下困難等の症状が出る。同時に手足の遠位からの筋力低下が現れるが、進行は比較的ゆっくりしている。原因遺伝子は不明であるが顕性遺伝することがわかっている。
その他
Welnader型、Udd型、Laing型などがあるが、日本で患者が同定されたという報告はまだない。Welnader型に関しては世界的には症例も多く、症状も比較的均一である。

## 保因者
縁取り空胞型は、常染色体潜性遺伝することがわかっている。潜性遺伝するということは、発病していないが保因者として異常な遺伝子を持っている人々が存在するということでもある。患者に対して保因者はどのくらい存在しているのかということに関して、縁取り空胞型の遠位型ミオパチーを例にとると、正確な患者数は不明であるが患者は日本に100人程度存在すると考えられている。単純に日本の人口を1億人として計算すると100万人に1人の割合である。この病気の保因者はいったいどのくらいの割合で存在することになるかは、単純に計算すると500人に1人である。そして、保因者同士がパートナーとなる確率は1/500 x 1/500 ＝ 1/250000であり、保因者の両親から病気の子供が生まれる確率は1/4。したがって100万人に1人の病気ということになる。つまり、日本に保因者は20万人程度存在することになる。保因者は発病しないため、自分が保因者である自覚がないのが普通である。したがって、今後も毎年数名程度の患者が発生し続けることになる。

## 診断方法
遠位型ミオパチーは20歳代から30歳ぐらいに発症する場合が多い。筋力の低下が徐々に始まり、歩行中につまずいて転倒するようになったり、手足に力が入らなくなったり、非常に疲れやすくなったりというのが主な症状である。遠位型ミオパチーは型により侵されやすい筋肉が異なるので、CTやMRIによってもある程度病名を予測することは可能であるが、病名を特定するには筋生検や遺伝子診断が欠かせない。縁取り空胞型は原因遺伝子が特定されているため、遺伝子診断の結果が最も信頼性が高いといえる。

## 筋肉の萎縮
健康な人であっても筋肉を全く動かさなければ筋肉は徐々に萎縮していってしまう。筋肉を動かすには、筋肉とそれを動かすための神経がきちんと機能しなければならない。どちらに異常があっても、結果として筋肉を動かすことができず、筋肉は萎縮していく運命にある。また、健康な人は筋肉に負荷を与えると、その負荷に耐えるべく筋肉を強くすることができる。これは、強い負荷がかかると筋肉は一部壊れてしまうのだが、筋肉は速やかに再生され、より強い負荷に耐えられるようになる。これの繰り返しにより筋肉が発達し、筋力がアップするのである。ところが、筋疾患の患者の場合、再生能力が極めて低下していたり、再生能力があっても非常に壊れやすいため、筋肉に負荷を与えるとかえって筋力の低下を促進してしまうのである。

## 治療法
遺伝子疾患の根本的治療は極めて困難である。しかし、縁取り空胞型の遠位型ミオパチーの場合には、シアル酸欠乏がミオパチーの原因であることが明らかとなってきており、シアル酸補充療法の臨床応用を目指した動きが具体化している。2024年3月26日、シアル酸の補充療法である「アセノイラミン酸」が厚生労働省により製造販売が承認された。
遠位型で報告されている3つの病気は原因が全て違うため治療法は異なる。
シアル酸補充療法
縁取り空胞型の遠位型ミオパチーの場合、GNEというシアル酸を合成する酵素群の1つに異常がある。シアル酸はいくつかの化合物の総称であるが、この場合はNeu5Ac（N-アセチルノイラミン酸）を指す。Neu5AcはUDP-N-アセチルグルコサミンが4段階の酵素反応を経て生合成されるが、GNEは最初の2つの反応を触媒する。患者の体内では生合成反応がUDP-N-アセチルグルコサミンから先に効率よく進めず、結果としてシアル酸が慢性的に不足していると考えられている。事実、患者の筋肉ではα-ジストログリカンやNCAMといったタンパク質のシアリル化（糖タンパク質のシアル酸の含量）が低下していることがわかっている。したがって、シアル酸やその類縁化合物を投与することで、シアル酸の不足を補充しようという試みがなされている。患者の筋生検から培養細胞を樹立し、その細胞にシアル酸を添加すると表現型が正常化したという報告がある。また、モデルマウスに対してGNE代謝産物であるManNAc、Neu5Ac、シアリル乳糖などを投与したところ、ミオパチーの発症をほぼ完全に抑制できることが報告されている。この結果を基に、2010年11月から東北大学神経内科において、シアル酸補充療法の安全性と代謝を調べる医師主導型第1相治験が開始され、2016年3月から医師主導第Ⅱ/Ⅲ相臨床試験が開始された。シアル酸は食品にも含まれており、食品からのシアル酸摂取がある程度有効である可能性もあるが、どの程度吸収されるのか、また、どの程度のシアル酸を摂取しなくてはならないのかなど不明の点が多く、現時点で、その有効性を議論できる段階にはない。ちなみに、シアル酸を多く含む食品としてはツバメの巣が有名であるが、非常に高価である。シアル酸のサプリメントも市販されているが、ほとんどがツバメの巣由来であり、ツバメの巣自体が高価であることを考えれば当然とも言えるが、シアル酸含有量は極めて僅かである。牛乳を含め、ほ乳類のミルクにはシアル酸が含まれていることが知られている。ヒトの母乳には牛乳の100〜1000倍のシアル酸を含んでおり、シアル酸が乳幼児の脳の発育に重要であるという報告もある。卵のカラザにもシアル酸が多く含まれる。2024年3月26日、厚生労働省がシアル酸の補充療法である「アセノイラミン酸」が厚生労働省により製造販売が承認された。
遺伝子治療
常染色体潜性遺伝する疾患に関しては、何らかの方法で正常な遺伝子を導入することにより、ある程度の治療効果は期待できるかもしれない。遺伝子の導入法は、正常な遺伝子のcDNAを直接筋肉に注射する方法とウイルスベクターを使う方法が有力と考えられている。前者は遺伝子のサイズに制約はないが、導入効率と長期的な発現に問題がある。後者はウイルスの感染力を利用するため、導入効率はいいが、安全性の問題とともにウイルスベクターに挿入できるcDNAのサイズには制約がある。
再生医療
近年iPS細胞が開発されたことにより、再生医療の進歩がいっそう加速したことは間違いない。ES細胞と違い、倫理的な問題と拒絶反応の問題が一気に解消されたためである。しかしながら、実用化に向けてクリアされるべき問題がまだまだたくさんあるのも事実である。骨格筋の再生医療の場合、完全に脂肪化してしまった筋肉を再生させることは本当に可能なのか、培養細胞レベルで筋肉に分化したとしても、生体内できちんと機能する筋肉となり得るのかなど不明な点は数多く残っている。遺伝子疾患の患者の場合はさらに問題がある。患者から作製されたiPS細胞は遺伝子異常を伴っているため、これを補わなければならないためである。現在、遺伝子疾患の患者からiPS細胞を作製するプロジェクトが既に始まっており、iPS細胞を作製すること自体は時間をかければできるものと考えられる。

## 治験
シアル酸補充療法
縁取り空胞型遠位型ミオパチーについては、現時点で少なくとも2系統のモデルマウスが存在する。これらのうちの一系統（ユダヤ人に多いGNE変異をもつ系統）は、生後数日で腎臓の異常によりほとんどの個体が死んでしまう。妊娠中のマウスにあらかじめN-アセチルマンノサミン（ManNAc）を経口投与しておく、死んでしまう個体が減少するが、筋症状は認められない。日本で作製されたマウスは、日本人患者で2番目に多いミスセンス変異のみを発現するよう工夫されたマウスで、生後20週以降に筋力低下と筋萎縮を、30週以降に筋線維内アミロイド沈着、40週以降に縁取り空胞が確認される。加えて、生下時よりシアリル化が低下し、クレアチンキナーゼも軽度上昇している。現状では、臨床・病理・生化学的特徴をほぼ正確に反映する唯一のモデルマウスである。GNEはUDP-N-アセチルグルコサミンからN-アセチルマンノサミン（ManNAc）を合成し、さらにこれをリン酸化するという2つの反応を触媒する。一見、ManNAcを投与してもリン酸化されないかのように思えるが、細胞内にはManNAcをも基質とするGlcNAcキナーゼが大量に存在するため、たとえGNEが完全に欠損している細胞においてさえもManNAcのリン酸化がスムーズに進むことが確認されている。事実、上記の日本グループが作製したモデルマウスにManNAc、シアル酸、シアリル乳糖などを投与したところ、ほぼ完全にミオパチーの発症を防ぐことが出来たことが報告されており、少なくともモデルマウスにおいては、シアル酸補充療法が有効であることが確認されている。この結果を踏まえ、2010年11月より東北大学神経内科において、医師主導型治験の形式で、シアル酸製剤の安全性や代謝を確認する第1相試験が開始された。2016年2月東北大学神経内科は医師主導型治験形式での第Ⅱ/Ⅲ相試験の実施が承認され開始すると発表した。第Ⅱ/Ⅲ相の結果を受けて、「アセノイラミン酸」の一般名で2024年3月26日製造販売承認、11月20日薬価収載された。
免疫グロブリン療法
アメリカ国立衛生研究所で行われたパイロットスタディでは、患者に免疫グロブリンを静脈注射している。免疫グロブリンは血中に多く存在するタンパク質で、シアル酸を多く保持していることから治療効果が期待されている。4名の患者に対し、免疫グロブリンを毎週1回、約1ヶ月間にわたり静脈注射し経過を観察したところ、すべての患者で筋力の一部回復が見られた。しかしながら、α-ジストログリカンやNCAMのシアリル化の程度については有意な改善は確認されなかった。つまり、筋力の回復は一部確認されたが、どういうことが起こって回復したのかがよくわからないということである。仮に効果があったとしても、それを裏付ける証拠がない限り、この治験がさらに積極的に進められていく可能性は低いと言わざるを得ない。

## リハビリテーション
筋肉自体に異常がある患者にとって、リハビリテーションで効果をあげるのはなかなか困難である。やりすぎれば返って病状を進行させてしまうし、効果があったかどうかの評価も難しい。遠位型ミオパチーは患者数が少ないこともあり、どのようなリハビリテーションが有効であるかも手探り状態である。また、患者にとってはちょっとしたリハビリテーションでも筋肉にかなりの負担がかかってしまうため、加減が非常に難しいと考えられる。進行性の筋疾患を専門とする理学療法士の育成が望まれる。